# Tectaria brachiata
Tectaria brachiata är en ormbunkeart som först beskrevs av Heinrich Zollinger och Moritz, och fick sitt nu gällande namn av Conrad Vernon Morton. Tectaria brachiata ingår i släktet Tectaria och familjen Tectariaceae. Inga underarter finns listade.